# Peur bleue (X-Files)
Pour les articles homonymes, voir Peur bleue.
Peur bleue (X-Cops) est le 12e épisode de la saison 7 de la série télévisée X-Files. Dans cet épisode, Mulder et Scully sont suivis par une équipe de l'émission télévisée COPS lors d'une enquête sur une créature métamorphe.
Vince Gilligan voulait écrire un épisode tourné caméra à la main à la façon d'une émission de COPS depuis déjà trois ans. Une équipe de cette émission a collaboré au tournage, lequel s'est révélé étonnamment aisé. L'épisode a été accueilli favorablement par la critique, qui a mis en avant son originalité et son humour. Il a été analysé pour son postmodernisme, sa représentation des reality show et sa manière de montrer comment l'image télévisée conditionne nos croyances.

## Résumé
L'épisode commence avec le thème musical de COPS. Le shérif adjoint Keith Wetzel est suivi par une équipe de télévision de cette émission lors de sa patrouille dans un quartier peu sûr de Los Angeles. Wetzel se rend chez une vieille dame qui prétend avoir vu un monstre. Après avoir suivi une forme suspecte, il prend brusquement la fuite devant une créature qui renverse sa voiture de patrouille.
Wetzel prétend ensuite avoir été la cible d'un gang. Mulder et Scully arrivent sur les lieux, Mulder prétendant que l'agresseur est un loup-garou qui a déjà fait une victime lors de la dernière pleine lune. Scully se montre agacée par la présence constante de l'équipe de télévision, alors que Mulder est enthousiaste à l'idée de communiquer ses théories au grand public. Ils interrogent la vieille dame ayant vu le monstre, et il s'avère que le dessin fait d'après sa description représente Freddy Krueger. Le dessinateur est retrouvé peu après gravement blessé, avec des traces de profondes griffures sur le torse. Steve et Edy, un couple d'hommes, qui ont assisté à la scène de loin, orientent Mulder et Scully sur une prostituée du quartier. Cette dernière prétend que c'est son proxénète qui a agressé le dessinateur et demande la protection de la police car elle a très peur de lui.
La police prend d'assaut un repaire de drogués où le proxénète est censé se trouver et le trouve mort d'une overdose. Dans le même temps, une entité inconnue brise le cou de la prostituée. Wetzel, qui a tiré sur la créature, avoue à Mulder et Scully qu'il s'agissait de l'homme-frelon, un monstre qui le terrifiait quand il était enfant. Mulder expose alors une théorie selon laquelle le meurtrier est un métamorphe qui prend la forme de ce que sa victime craint le plus et qui se transmet comme une maladie contagieuse. Craignant que Steve et Edy ne soient les prochaines victimes, Mulder et Scully retournent chez eux et les surprennent en plein milieu d'une dispute. Edy exprime sa peur que Steve le quitte et ils se réconcilient. Mulder en déduit que la créature les a ignorés car leur peur n'est pas d'ordre mortel.
Scully pratique l'autopsie de la prostituée. Lors de sa conversation avec l'assistante du légiste, cette dernière est prise de panique à l'idée que la mort soit due à un hantavirus. Elle meurt brusquement, présentant tous les symptômes de ce virus. Mulder et Scully partent chercher Wetzel, pensant que la créature va l'attaquer à nouveau. Ils l'entendent crier mais ne peuvent entrer dans la pièce où il est enfermé. Wetzel est sauvé par le lever du soleil, la créature disparaissant à ce moment. Scully exprime ses regrets à Mulder car il n'a pas obtenu la preuve de l'existence du paranormal qu'il souhaitait rendre publique. Mulder garde cependant espoir que le montage de l'émission de télévision révèle quelque chose.

## Distribution
- David Duchovny : Fox Mulder
- Gillian Anderson : Dana Scully
- Judson Mills : le shérif adjoint Keith Wetzel
- Dee Freeman : le sergent Paula Duthie
- Perla Walter : madame Guerrero
- J. W. Smith : Steve
- Curtis C. : Edy

## Production

### Préproduction
Vince Gilligan, le scénariste de l'épisode, est un grand amateur du reality show COPS qu'il compare à une « grande tranche de culture à l'américaine ». Il soumet pour la première fois son idée d'écrire un épisode sur ce sujet lors de la saison 4 de la série, mais Chris Carter craint que le concept ne soit trop ridicule. Frank Spotnitz aime plus l'idée mais pense qu'un tournage sur bande vidéo va se révéler trop difficile à monter. Gilligan n'abandonne pas son idée, et Carter finit par lui donner le feu vert lors de la 7e saison, pensant à cette époque que ce sera la dernière de la série. Gilligan attribue ce changement d'avis au fait que « la série a pris de plus en plus de risques au fur et à mesure de son évolution afin de conserver son originalité » et que Carter a plus apprécié la singularité du concept.
En écrivant le scénario, Gilligan estime que, puisque Mulder et Scully vont apparaître à l'écran d'une émission de télévision très connue, le monstre ne devrait pas être montré mais seulement suggéré. Il décide d'appliquer les méthodes éprouvées dans le film Le Projet Blair Witch (1999) pour en montrer aussi peu que possible tout en rendant l'épisode effrayant.

### Tournage
L'épisode est tourné à Venice et à Long Beach. John Langley, producteur de l'émission COPS, est séduit par l'idée, et l'équipe de l'émission coopère avec enthousiasme. Le réalisateur Michael Watkins entretient de bons rapports avec la police de Los Angeles et obtient d'avoir de véritables policiers comme figurants sur le tournage pour plus de crédibilité. Pour la scène de la prise d'assaut du repaire de drogués, de véritables membres du SWAT sont engagés pour enfoncer les portes. L'acteur Judson Mills explique après coup qu'en raison de la présence très discrète de l'équipe de tournage et de la manière dont l'épisode était filmé, les gens pensaient qu'ils étaient de véritables policiers.
Pour renforcer l'illusion d'un documentaire, les caméras sont tenus éloignés des acteurs quand ils discutent entre eux. Watkins invite sur le tournage Bertram van Munster, un cadreur de COPS, afin qu'il filme lui-même certaines scènes et ajouter ainsi encore plus d'authenticité. Un autre cadreur et un preneur de son de COPS participent au tournage et sont visibles à l'écran, alors qu'un monteur de COPS floute les visages des passants.
En raison de la particularité du tournage, l’épisode est relativement peu coûteux à produire, d'autant qu'après une période d'acclimatation des acteurs au style documentaire, la plupart des plans sont réussis en une ou deux prises. Ainsi, lors d'une nuit, trois pages et demie de scénario sont tournées en deux heures alors que le rythme habituel de la série est de trois à quatre pages par jour. Gillian Anderson note qu'il est « intéressant d'ajuster son jeu afin de rendre une situation plus réelle qu'à l'accoutumée » et prend beaucoup de plaisir à tourner l'épisode, affirmant que ses passages favoris sont ceux où Scully s'agace de la présence des caméras.
L'épisode est tourné de façon à donner l'illusion du temps réel et emploie pour cela divers subterfuges. Lors de la scène d'ouverture, une coupe furtive permet ainsi de remplacer Judson Mills par un cascadeur quand la voiture de patrouille est renversée par le monstre. Néanmoins, alors qu'un épisode normal de X-Files nécessite de 800 à 1200 coupures, cet épisode en demande seulement 45. Gilligan souhaite à l'origine que le logo de la série n'apparaisse à aucun moment, et qu'il n'y ait donc pas de générique, pour avoir vraiment le sentiment que c'est « une émission de COPS à laquelle Mulder et Scully se trouvent mêlés ». Cependant, les responsables de Fox s'y opposent car ils craignent que le public ne comprenne pas que ce soit un épisode de la série. Un compromis est trouvé, l'épisode commençant à la manière, et avec le thème musical, de COPS, et le générique de X-Files survenant après la longue scène d'ouverture. Par ailleurs, les bumpers de la chaîne mélangent les logos de COPS et de X-Files. Un avertissement informant du caractère particulier de l'épisode est par ailleurs diffusé à l'écran juste avant qu'il ne commence, pour que les téléspectateurs ne croient pas que la série a été remplacée par COPS cette semaine.

## Accueil

### Audiences
Lors de sa première diffusion aux États-Unis, l'épisode réalise un score de 9,7 sur l'échelle de Nielsen, avec 14 % de parts de marché, et est regardé par 16,56 millions de téléspectateurs.

### Accueil critique
L'épisode a reçu un accueil favorable de la critique. Michael Roffman, de Time Magazine, estime que cette « métafiction très riche » est l'épisode le plus original de toute la série. Rob Bricken, du site Topless Robot, le classe à la 5e place des épisodes les plus drôles de toute la série. Le magazine Empire le classe à la 20e place des meilleurs épisodes de la série, mettant en avant « le scénario plein d'esprit de Gilligan », « l’interprétation toute en retenue » des acteurs et quelques longs plans « filmés avec brio ». Le journal The Gazette le classe à la 8e place des meilleurs épisodes standalone de la série, soulignant l'idée géniale de « reléguer Mulder et Scully au rang de personnages secondaires au comportement étrange », ainsi que l'hilarité que l'épisode provoque. Le site Allociné le classe parmi les 10 épisodes les plus originaux de la série, évoquant un épisode parodique qui « détonne visuellement » et un concept qui est « exploité à son maximum ».
Eric Mink, du New York Daily News, évoque un épisode très stylisé et « exceptionnellement astucieux ». Pour Zack Handlen, de The A.V. Club, qui lui donne la note de A-, l'épisode est d'une « créativité indéniable » et demeure très amusant tout en provoquant quelques sursauts à l'occasion même si son originalité masque une « intrigue peu convaincante ». Dans leur livre sur la série, Robert Shearman et Lars Pearson lui donnent la note de 4/5, saluant le style faussement documentaire de l'épisode, qu'ils qualifient d'à la fois « amusant, intelligent et un peu effrayant ».
Dans une critique négative, Kenneth Silber, du site space.com, évoque un « épisode ennuyeux » et futile qui cause « peu de rires et de frayeurs malgré l'attrait fugace de la nouveauté ».

## Analyse
Dans son livre sur les séries télévisées, Keith Booker donne cet épisode comme exemple que la série s'inscrit de plus en plus avec les années dans un courant postmoderne. Les allusions faites à divers films et œuvres littéraires au cours de l'épisode, tout comme la fusion de celui-ci avec une autre émission télévisée très populaire, donne à l'épisode « un rôle semblable à celui d'un bref résumé de la culture américaine moderne ». Peur bleue sert aussi d'exemple prouvant que la série est consciente de son statut au sein du paysage audiovisuel américain.
Selon Jeremy Butler, l'épisode, à l'instar d'autres faux documentaires, suggère que ce qui est présenté au public comme de la télévision en direct sont en réalité des événements qui se sont déjà déroulés. En outre, et bien qu'il soit écrit et interprété sur un ton humoristique, l'aspect « temps réel » de l'épisode accentue son réalisme, donnant au résultat une impression d'hyperréalisme. Ce réalisme est encore renforcé par l'absence presque totale de musique au cours de l'épisode.
Dans un article, Sarah Stegall estime que l'épisode fonctionne sur deux niveaux différents. À son niveau le plus superficiel, c'est une parodie qui copie à la fois le style de X-Files et celui de COPS. À un autre niveau, il porte un regard plus sérieux sur ce que nous refusons de croire et, à l'inverse, sur notre foi aveugle en l'image télévisée, pourtant sélective. Mulder essaie de capturer le monstre afin de l'exposer publiquement mais tous ses témoins apparaissent comme peu fiables aux yeux des téléspectateurs, que ce soit par leur statut social, leurs comportements bizarres ou leurs explications confuses. Tous ces personnages seraient dans la réalité mal acceptés, et encore moins crus, par la « tranquille classe moyenne » américaine. Le seul témoin fiable est la caméra et celle-ci, « de façon suspecte », ne réussit jamais à trouver le monstre. À la fin, les peurs profondes de Scully et Mulder, respectivement être ridiculisée et échouer publiquement, se réalisent.